# 市道110號
市道110號 大園－新店，位於台灣北部的市道，西起桃園市大園區大園市區銜接台15線，東至新北市新店區獅頭山腳碧潭橋東端銜接台9線，全長共計47.542公里。有兩條支線。市道110號也可以說是國道二號的替代道路。

## 支線

### 甲線
市道110甲線 三塊厝－宋屋，北起桃園市大園區三塊厝，南至桃園市平鎮區宋屋，全長12.652公里。

### 乙線
市道110乙線 鶯歌－八德，本支線為大湳交流道聯絡道，北起新北市鶯歌區鳳鳴，南至桃園市八德區大湳，全長1.816公里。

## 行經行政區域
主線
| 桃園市        | 大園區 | 大園市區                   | 0.000  | 台15線       | 公路起點        |
| 桃園市        | 大園區 | 大園市區                   | －     | 市道113號    |                 |
| 桃園市        | 大園區 | 湳仔                       | －     | （地區道路） |                 |
| 桃園市        | 大園區 | －                         |        |              |                 |
| 桃園市        | 大園區 | 大園交流道                 | 2.400  | 國道二號     |                 |
| 桃園市        | 大園區 | 埔心                       | －     | 桃5線        | 桃15線終點      |
| 桃園市        | 大園區 | 三塊厝                     | 5.519  | 市道110甲線  | 市道110甲線起點 |
| 桃園市        | 大園區 | 三塊厝                     | －     |              |                 |
| 桃園市        | 大園區 | 三塊厝                     | －     | （地區道路） | 0               |
| 桃園市        | 蘆竹區 | 中厝                       | －     | （地區道路） |                 |
| 桃園市        | 蘆竹區 | 新庄子                     | －     | 桃42線       | 桃42線終點      |
| 桃園市        | 蘆竹區 | －                         |        |              |                 |
| 桃園市        | 蘆竹區 | 大竹圍                     | －     | 桃19線       | 桃19線終點      |
| 桃園市        | 蘆竹區 | 大竹圍                     | －     | 桃6線        | 桃6線起點       |
| 桃園市        | 蘆竹區 | － 跨越國道一號            |        |              |                 |
| 桃園市        | 蘆竹區 | 新中福                     | －     | 桃50線       | 桃50線終點      |
| 桃園市        | 桃園區 | 八角店                     | －     | （地區道路） |                 |
| 桃園市        | 桃園區 | 茄苳溪                     | －     | （地區道路） |                 |
| 桃園市        | 桃園區 | －                         |        |              |                 |
| 桃園市        | 桃園區 | 三口坡腳                   | －     | 桃53線       | 桃53線起點      |
| 桃園市        | 桃園區 | 三口坡腳                   | －     | 桃15線       | 桃15線終點      |
| 桃園市        | 桃園區 | －                         |        |              |                 |
| 桃園市        | 桃園區 | 頂埔子                     | －     | 桃16線       | 桃16線起點      |
| 桃園市        | 桃園區 | 十八家                     | －     | 桃16線       | 桃16線起點      |
| 桃園市        | 桃園區 | 西門                       | 14.980 | 台1線／台4線 |                 |
| 桃園市        | 桃園區 | 桃園市區                   | －     | 桃11線       |                 |
| 桃園市        | 桃園區 | 桃園市區                   | －     | 台1甲線      | 僅設東出西入    |
| 桃園市        | 桃園區 | － 跨越台1甲線、縱貫線北段 |        |              |                 |
| 桃園市        | 桃園區 | 大樹林                     | －     | 桃57線       | 桃57線起點      |
| 新北市        | 鶯歌區 | 鳳鳴                       | －     | （地區道路） |                 |
| 桃園市        | 八德區 | 大湳                       | －     | （地區道路） |                 |
| 新北市        | 鶯歌區 | 鳳鳴                       | 20.096 | 市道110乙線  | 市道110乙線起點 |
| 新北市        | 鶯歌區 | 尖山埔                     | －     | （地區道路） |                 |
| 新北市        | 鶯歌區 | －                         |        |              |                 |
| 新北市        | 鶯歌區 | 鶯歌市區                   | －     | （地區道路） |                 |
| 新北市        | 鶯歌區 | －                         |        |              |                 |
| 新北市        | 鶯歌區 | 尖山埔                     | －     | 市道114號    |                 |
| 新北市        | 鶯歌區 | －                         |        |              |                 |
| 新北市        | 鶯歌區 | 南靖厝                     | －     | （地區道路） |                 |
| 新北市        | －     |                            |        |              |                 |
| 新北市        | 三峽區 | 公館後                     | －     | 北84線       | 北84線起點      |
| 新北市        | 三峽區 | 三鶯交流道                 | 25.166 | 國道三號     |                 |
| 新北市        | 三峽區 | 劉厝埔                     | －     | 北85線       |                 |
| 新北市        | 三峽區 | －                         |        |              |                 |
| 新北市        | 三峽區 | 礁溪                       | 27.498 | 台3線        | 與台3線共線起點 |
| 新北市        | 三峽區 | 橫溪                       | －     | 台3線        |                 |
| 新北市        | 三峽區 | －                         |        |              |                 |
| 新北市        | 三峽區 | 溪北                       | 29.723 | 台3線        | 與台3線共線終點 |
| 新北市        | 三峽區 | －                         |        |              |                 |
| 新北市        | 三峽區 | 坪林                       | －     | （地區道路） |                 |
| 新北市        | 三峽區 | 九鬮                       | －     | 北108線      | 北108線起點     |
| 新北市        | 三峽區 | －                         |        |              |                 |
| 新北市        | 三峽區 | 小暗坑                     | －     | （地區道路） |                 |
| 新北市        | 三峽區 | －                         |        |              |                 |
| 新北市        | 三峽區 | 竹篙厝                     | －     | 北104線      | 北104線起點     |
| 新北市        | 三峽區 | 四份                       | －     | 北102線      | 北102線起點     |
| 新北市        | 三峽區 | 四份                       | －     |              |                 |
| 新北市        | 三峽區 | 四份                       | －     | （地區道路） |                 |
| 新北市        | 新店區 | 五城                       | －     | （地區道路） |                 |
| 新北市        | 新店區 | －                         |        |              |                 |
| 新北市        | 新店區 | 四城                       | －     | （地區道路） |                 |
| 新北市        | 新店區 | 三城                       | －     | （地區道路） |                 |
| 新北市        | 新店區 | 雙城                       | －     | （地區道路） |                 |
| 新北市        | 新店區 | 頭城                       | －     | （地區道路） |                 |
| 新北市        | 新店區 | －                         |        |              |                 |
| 新北市        | 新店區 | 大茅埔                     | －     | （地區道路） |                 |
| 新北市        | 新店區 | －                         |        |              |                 |
| 新北市        | 新店區 | 安坑                       | －     | （地區道路） |                 |
| 新北市        | 新店區 | 公館崙                     | －     | 市道111號    | 市道111號終點   |
| 新北市        | 新店區 | 安坑交流道                 | 44.898 | 國道三號     |                 |
| 新北市        | 新店區 | 下城                       | －     | （地區道路） |                 |
| 新北市        | 新店區 | 頂城                       | －     | （地區道路） |                 |
| 新北市        | 新店區 | －                         |        |              |                 |
| 新北市        | 新店區 | 獅頭山腳                   | 47.542 | 台9線        | 公路終點        |
| 共線 半套匝道 |        |                            |        |              |                 |

甲線
全線均位於桃園市境內。
| 大園區 | 三塊厝     | 0.000  | 市道110號         | 公路起點        |
| 大園區 | 五塊厝     | －     | 台31線            |                 |
| 大園區 | 城內       | －     | 桃42線            |                 |
| 大園區 | 城內       | －     | 桃49-1線          |                 |
| 中壢區 | 下水尾     | －     | （地區道路）      |                 |
| 中壢區 | 深圳       | －     | （地區道路）      |                 |
| 中壢區 | 內壢交流道 | 6.150  | 國道一號          |                 |
| 中壢區 | 土地公陂   | －     | （地區道路）      |                 |
| 中壢區 | 中原       | 8.658  | 台1線             | 與台1線共線起點 |
| 中壢區 | －         |        |                   |                 |
| 中壢區 | 新街       | 9.550  | 台1線             | 與台1線共線終點 |
| 中壢區 | 老街       | －     | 市道114號         |                 |
| 平鎮區 | 北勢       | －     | 市道113號         |                 |
| 平鎮區 | 宋屋       | －     | 桃78線            | 桃78線終點      |
| 平鎮區 | 宋屋       | 12.652 | 台1線 · 市道112號 | 公路終點        |
| 共線   |            |        |                   |                 |

乙線
| 縣市   | 鄉鎮 市區 | 地點       | 里程 （km） | 交會道路  | 備註     |
| ------ | --------- | ---------- | ----------- | --------- | -------- |
| 新北市 | 鶯歌區    | 鳳鳴       | 0.000       | 市道110號 | 公路起點 |
| 桃園市 | 八德區    | 大湳交流道 | 0.925       | 國道二號  |          |
| 桃園市 | 八德區    | 大湳       | 1.816       | 桃57線    | 公路終點 |
|        |           |            |             |           |          |

## 沿線路名
| 主線 - 民生路 - 民生南路 - 中正東路 - 新生路 - 大新路 - 大竹路 - 永安路 - 民族路 - 中山路 - 中山東路 - 春日路 - 桃鶯路 - 鶯桃路 - 尖山埔路 - 文化路 - 復興路 - 介壽路 - 橫溪路 - 溪東路 - 成福路 - 安坑路 - 安康路 - 環河路 | 甲線 - 中正東路 - 中園路 - 中華路 - 延平路 乙線 - 福德一路 |

## 沿線設施與景點
| 主線 - 大園工業區 - 大園交流道（ 國道二號） - 桃園航空城 - 桃園市蘆竹區大竹國民小學 - 桃園市桃園區中埔國民小學 - 桃園市桃園區東門國民小學 - 桃園農工高級中等學校 - 龜山工業區 - 新北市立鳳鳴國民中學 - 永吉公園站（ 三鶯線） - 新北市立鶯歌國民中學 - 新北市鶯歌區鶯歌國民小學 - 鶯歌陶瓷老街 - 陶瓷老街站（ 三鶯線） - 新北市立鶯歌陶瓷博物館 - 三鶯交流道（ 國道三號） - 恩主公醫院 - 臺北大學站（ 三鶯線） - 新北市立三峽國民中學 - 三峽老街 - 三峽拱橋 - 新北市三峽區介壽國民小學 - 新北市三峽區大成國民小學 - 新北市新店區雙城國民小學 - 安坑交流道（ 國道三號） - 碧潭風景區 | 甲線 - 桃園市大園區五權國民小學 - 內壢交流道（ 國道一號） - 中壢工業區 - 桃園市中壢區中福國民小學 - 桃園市私立啟英高級中學 - 桃園市中壢區新街國民小學 - 桃園市中壢區中壢國民小學 - 桃園市立中壢家事商業高級中等學校 - 桃園市立中壢國民中學 - 桃園市中壢區新勢國民小學 乙線 - 鶯桃福德站（ 三鶯線） - 大湳交流道（ 國道二號） |